# Karel van Mallery

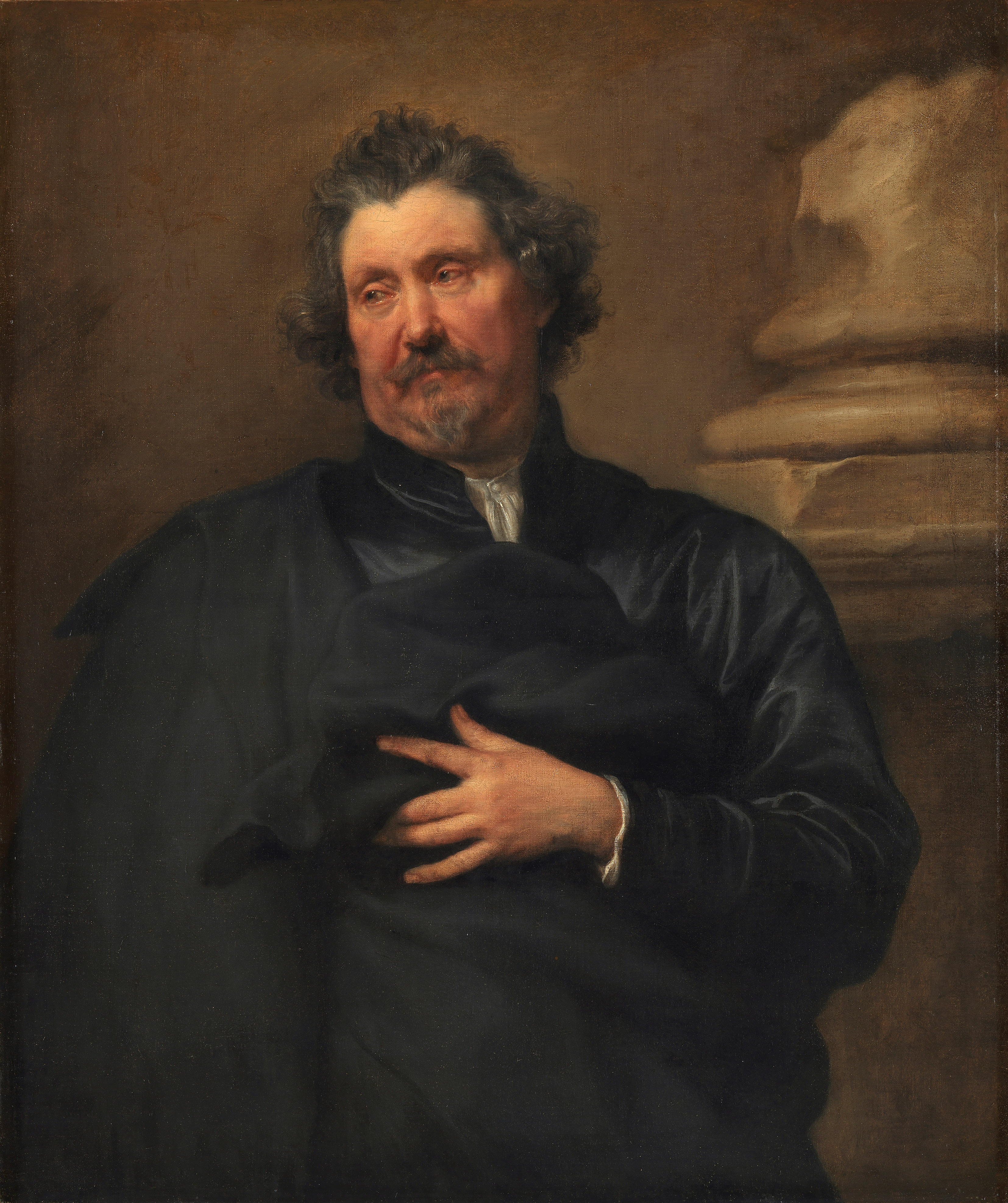
Karel van Mallery, di Antoon van Dyck

Karel van Mallery noto anche come Carolus de Malleri, Karel van Mailleri, Karel van Malery, Carel de Mallery, Charles van Maillery e Charles de Mallery (1571 – 1635 ?) è stato un incisore fiammingo che realizzò principalmente soggetti religiosi e ritratti oltre ad essere un incisore riproduttivo che operò ad Anversa e Parigi.

## Biografia
Fu allievo di Philips Galle e nel 1585 venne registrato come apprendista nella Corporazione di San Luca di Anversa.

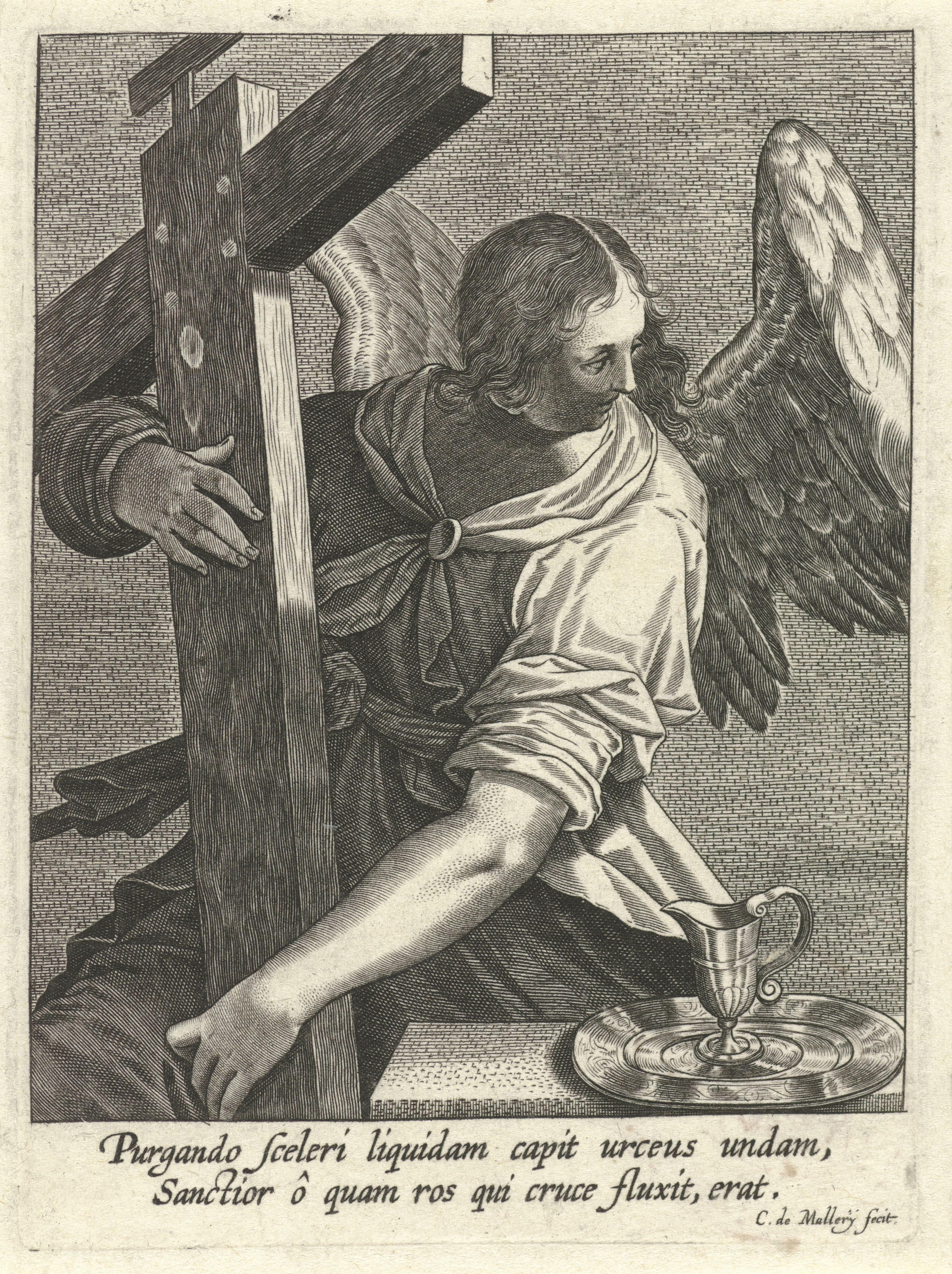
Angelo con croce e lavabo

Soggiornò a Roma negli anni 1595-1597 e quando tornò ad Anversa divenendo maestro nella Corporazione di San Luca nel 1597. Sposò Catharina Galle, la figlia del suo insegnante, il 10 gennaio 1598 e chiamarono il loro figlio Philips.
Dal 1601 lavorò ad Anversa e a Parigi per un periodo di circa cinque anni. Nel 1620-1621 divenne decano della Corporazione di San Luca di Anversa e nel 1626 visse a Keyserstraet. Ebbe come allievi Philips van Mallery e l'incisore Michel Natalis.
La data e la località della dua morte sono incerte.
Antoon van Dyck dipinse il suo ritratto, che venne inciso da Lucas Vorsterman per essere incluso in Iconografia di van Dyck.

## Opere
La sua opera consiste in rappresentazioni religiose cristiane, ritratti e riproduzioni di opere di altri artisti.
Lavorò a diversi progetti editoriali per gli editori di Anversa come Plantin e su commissioni religiose spesso in collaborazione con altri incisori di Anversa come Philips Galle e i fratelli Wierix.